# Scepanotrocha parva
Scepanotrocha parva är en hjuldjursart som beskrevs av Schulte 1954. Scepanotrocha parva ingår i släktet Scepanotrocha och familjen Habrotrochidae. Inga underarter finns listade i Catalogue of Life.